# Kanton La Ravoire
Der Kanton La Ravoire ist seit 1973 ein französischer Wahlkreis im Département Savoie in der Region Auvergne-Rhône-Alpes. Er blieb im Rahmen der landesweiten Neuordnung der Kantone 2015 unverändert und umfasst fünf Gemeinden im Arrondissement Chambéry. Sein Hauptort (frz.: bureau centralisateur) ist in La Ravoire.

## Gemeinden
Der Kanton besteht aus fünf Gemeinden mit insgesamt 24.818 Einwohnern (Stand: 2022) auf einer Gesamtfläche von 27,84 km²:
| Gemeinde             | Einwohner 1. Januar 2022 | Fläche km² | Dichte Einw./km² | Code INSEE | Postleitzahl |
| -------------------- | ------------------------ | ---------- | ---------------- | ---------- | ------------ |
| Barberaz             | 5.246                    | 3,79       | 1.384            | 73029      | 73000        |
| Challes-les-Eaux     | 5.626                    | 5,65       | 996              | 73064      | 73190        |
| La Ravoire           | 9.154                    | 6,82       | 1.342            | 73213      | 73490        |
| Saint-Baldoph        | 2.827                    | 6,24       | 453              | 73225      | 73190        |
| Saint-Jeoire-Prieuré | 1.965                    | 5,34       | 368              | 73249      | 73190        |
| Kanton La Ravoire    | 24.818                   | 27,84      | 891              | 7315       | –            |

Vor Neuordnung 2015 besaß der Kanton einen anderen INSEE-Code als heute, nämlich 7333.

## Politik
| Vertreter im Départementsrat | Vertreter im Départementsrat      | Vertreter im Départementsrat |
| Amtszeit                     | Namen                             | Partei                       |
| ---------------------------- | --------------------------------- | ---------------------------- |
| 1998–2010                    | Patrick Mignola                   | MoDem                        |
| 2010–2011                    | Jean-Marc Léoutre                 | DVD                          |
| 2011–2015                    | Robert Gardette                   | PS                           |
| 2015–                        | Frédéric Bret Nathalie Laumonnier | –                            |